# مارکوس زودر
مارکوس توماس تئودور زودر (به آلمانی: Markus Thomas Theodor Söder) (متولد ۵ ژانویه ۱۹۶۷) سیاستمداری آلمانی است که از سال ۲۰۱۸ به عنوان نخست‌وزیر ایالت بایرن و از سال ۲۰۱۹ بعنوان رهبر اتحادیه سوسیال مسیحی بایرن (CSU) فعالیت می‌کند. از او بعنوان یکی از گزینه‌ها برای تصدی مقام صدر اعظم آلمان در انتخابات فدرال ۲۰۲۱ نام برده می‌شود.